# Joe Stanley
Pas d'image ? Cliquez ici

a Compétitions nationales et continentales officielles uniquement.

b Matchs officiels uniquement.
Dernière mise à jour le 10 janvier 2025.
Joe Stanley, de son vrai nom  Joseph Tito Stanley, (né le 13 avril 1957 à Auckland) est un joueur international néo-zélandais de rugby à XV, ayant évolué au poste d'trois-quarts aile.
Sélectionné à 27 reprises pour 4 essais, il est champion du monde en 1987.
Son frère Martin est également joueur de rugby à XV.

## Carrière
Il ne joua les premiers rôles qu’à partir de 1984 lorsqu’il prit la place du All Black Steven Pokere dans l'équipe d'Auckland.
Il fit ses débuts contre l'équipe de France le 28 juin 1986 à Christchurch. Il joua ensuite 27 tests consécutivement jusqu’en 1990.
« Smoking Joe » ou « Bullet » (balle) a dû attendre l’âge de vingt-neuf ans pour enfin connaître la consécration internationale. Et encore, il a fallu les deux tests de suspension infligés aux Cavaliers de retour d’Afrique du Sud pour qu'il obtienne sa première sélection, au sein des Babies Blacks.
Il fut pourtant un joueur essentiel dans le système Black, ayant comme fonction principale de défier la défense adverse. Il avait la capacité de provoquer des décalages dont profitaient les ailiers des Blacks, tels que John Kirwan. Solide, peu spectaculaire et efficace, il fut le centre néo-zélandais typique.
Stanley disputa son dernier test match contre l'équipe d'Écosse en juin 1990, et son dernier match sous le maillot des All-Blacks en juillet 1991 lors d’une tournée en Argentine.
Il participe à la première édition de la coupe du monde de rugby à XV en 1987 qui sera remporté par les All-Blacks.
Son fils Jeremy aura aussi l’honneur d’être un All Black en 1997 lors d'une tournée dans les Iles britanniques, sans toutefois jouer les tests. Il est aussi l'oncle de Benson Stanley, qui est également un ancien international néo-zélandais et qui évolue en Top 14 avec l'ASM Clermont Auvergne.

## Palmarès
- Vainqueur de la Coupe du monde 1987

## Statistiques

### En équipe nationale
De 1986 à 1990, Joe Stanley compte 27 sélections avec les All-Blacks, inscrivant 16 points. Il dispute une Coupe du monde en 1987.